# Amoni tetrachloroferrat(II)
Amoni tetrachloroferrat(II), hay amoni tetrachloroferrit là một hợp chất vô cơ có công thức hóa học (NH4)2FeCl4 hay 2NH4Cl·FeCl2. Muối màu lục lam này tan được trong nước.

## Lịch sử
Hợp chất này đã được biết đến từ những năm 70 của thế kỷ XIX. Khi đó, hợp chất chỉ được mô tả là muối phức và chứa 2 phân tử nước mà không cho biết thông tin khác về chúng.

## Điều chế
Hợp chất này được điều chế bằng cách trộn hỗn hợp của NH4Cl và FeCl2 trong nước, rồi kết tinh lại.

## Tính chất
Amoni tetrachloroferrat(II) tồn tại dưới dạng tinh thể màu lục lam khi ngậm nước. Muối này có vị mặn, chát; các tinh thể có dạng bát diện trong suốt. Trong không khí, nó không kết tinh khi mất nước cũng như không chảy ra. Khi đun nóng, nó giải phóng amoni chloride; nó tan được trong nước, nhưng không tan trong ethanol ngay cả khi đun nóng. Dung dịch khi đun sôi sẽ bị khử bởi kẽm để tạo ra sắt kim loại.

## Ứng dụng
(NH4)2FeCl4 được sử dụng làm chất xúc tác cho quá trình clo hóa ethylen và tạo ra muối ferrit (xem bên dưới).

## Hệ NH4Cl–FeCl2
Hệ NH4Cl–FeCl2 đã được nghiên cứu ở nhiệt độ 70 ℃ bằng các phương pháp đẳng nhiệt của hỗn hợp quá bão hòa. Trong hệ gồm FeCl2·4H2O, một chất rắn chứa FeCl2·4H2O nhưng chưa rõ thành phần, NH4Cl, và (NH4)2FeCl4·2H2O. Hệ này thuộc loại "hỗn hợp tinh thể bất thường". Hệ này đã từng tạo ra sự thú vị vì đặc tính và cấu trúc của chúng, sự ổn định,… Do đó, chúng có thể được sử dụng như các pha ban đầu để thu được chất bán dẫn từ tính – các muối ferrit (ferrat(III)). Hệ đã được nghiên cứu khá nhiều trước đây.
Trong lần nghiên cứu năm 1971, hệ này đã được nghiên cứu bằng cách sử dụng phương pháp đẳng nhiệt của hỗn hợp quá bão hòa với điều kiện trộn liên tục trong 5 giờ trong môi trường hydro.